# Свети Педро од Кардење
Манастир Свети Педро од Кардење (шп. San Pedro de Cardeña) представља опатију која се налази у месту Кастриљо дел Вал, на десет километара од центра Бургоса (Шпанија). Од изузетног је културног значаја у категорији споменика од 3. јуна 1931. године.

## Историја
Не постоје документовани извори који потврђују када је основан манастир. Старобенедиктански историчари су о овом манастиру говорили као првом манастиру црних монаха (бенедиктанских) који је основан у Шпанији. Неки чак сматрају да је могао да постоји још у 8. веку. Било како било, због оскудног броја чињеница, модерна историографија не може са сигурношћу тврдити када је манастир настао.
О другом насељавању Кардење говори једна литургијска књига, Breviario antiguo, која каже да је овај манастир насељен у 18. веку, тачније 1721. године, од стране једног опата који је и био његов игуман, а он је фрај Франсиско де Берганса (шп. Fray Francisco de Berganza). Овај датум помиње и хроника Кардење (шп. La Cronición de Cardeña).
Осим овог датума помиње се и 902. година када су манстиру дали одређену донацију дон Гонсало Тељес (шп. Don Gonzalo Téllez) и његова супруга. Иако постоји одређена празнина у документима, ипак је могуће пратити колико-толико објективно историју Кардење све до данашњих дана и то поготово у периодима када је он био напуштан. Такав случај се десио 1835. године када су издати закони у Шпанији о одузимању и секуларизацији религиозних места и трајао је све до1942. године када је обновљен монашки живот.

Кардења је познат по светости 200 монаха који су мучени од стране муслимана током инвазије Арапа крајем 9. века у време игумана Санћа. Канонизовани су 1603. године и то је догађај који ће подићи потражњу за реликвијама. Манастир временом јача своју популарност толико да су у њега хрлили да оду и краљ Филип III (шп. el rey Felipe III) и његова супруга краљица Маргарита од Аустрије (шп. la reina Doña Margarita de Austria).
Дана 1. маја 1942. године монашки живот у манастиру рестауирали су монаси пореклом из Паленсије, из манастира San Isidro de Dueñas. Трудом и упорношћу успели су да успоставе поштовање правила Светог Бенедикта која су се, између осталог, примењивала и у манастиру Светог Милана од Когоље (шп. San Millán de la Cogolla), тачније Свези Милан од Јуса (шп. San Millán de Yuso).

## Заједница
Као што је поменуто, заједница је стигла у манастир 1942. године. Након три године, 1945, унапређена је у звање манастира (Priorato), а 1948. у звање игуманије (abadía) након чега је убрзо изабран и први игуман.
Актуелни игуман, изабран 7. маја 2013. године, је фрај Роберто (шп. Fr. Roberto de la Iglesia Pérez). Тренутно, манастир има 18 чланова између 22 и 84 године. Већина је из Кастиље, али има и оних из Мадрида, Валенсије, Каталоније. 
Дамијан Јањез (шп. P. Damián Yañez) је једини живи монах из заједнице која је обновила манастир 1942.

## Значај за књижевност
Овај манастир познат је по својој култури и уметности коју је започео у 11. веку кроз Скрипторијум (шп. Scriptorium) где је фокус стављен на ширење бенедиктанских текстова. Наиме, „Правила Светог Бенедикта“ (шп. La Regla de San Benito) и „Књига дијалога“ Светог Григорија Великог (шп. Еl Libro de los Diálogos de San Gregorio Magno) су дела која су достигла одређену популарност и извршила велики утицај на културу и духовну књижевност средњег века. Такође треба поменути „Књигу о моралима“ (шп. Еl Libro de los Morales) истог аутора. Ово је први рукопис преписан у scriptorium caradignense (914. година) који је између осталих кодекса већ у 10. веку популаризовао монахе-књижевнике манастира Кардење.

## Сид Руј Диас
Манастир је познат и по својој вези са кастиљанским јунаком Сидом Кампеадором (шп. Cid Campeador) (1043—1099) који је своју жену и две ћерке оставио под заштитом манастира и игумана Сисебута (шп. Sisebuto) када је, 1081. године, отишао и кренуо у своје војне походе. Овде се налазе и његови посмртни остаци који су донети три године након његове смрти у Валенсији, 1099. године. Поред његових, ту се чувају и посмртни остаци његове жене, доња Химене (шп. doña Jimena). Налазе се у капели – panteón del Cid. У њој се могу видети њихови саркофази.
Поред тога што је Сид везан за овај манастир, такође се доводи у везу и са манастиром Свети Доминго од Силоса (шп. Santo Domingo de Silos).